# Egg, Lesna dolina
Egg je naselje občine Lesna dolina v okraju Šmohor na Koroškem v Avstriji.